# Département Kabbia
Das Département Kabbia ist ein Département im Südwesten des Tschad. Es liegt im südlichen Teil der Provinz Mayo-Kebbi Est, die Hauptstadt ist Gounou Gaya. Beim Zensus im Jahr 2009 wurden 216.151 Einwohner gezählt. Benannt ist das Département nach dem Oberlauf des Mayo Kébbi, der hier Kabbia oder Kabia genannt wird und der das Département durchquert.

## Verwaltungsuntergliederung
Das Département ist in drei Unterpräfekturen unterteilt:
- Gounou Gaya
- Berem
- Djodo Gassa